# Heiko Meiertöns
Heiko Meiertöns (* 1976) ist ein deutscher Rechtswissenschaftler und Hochschullehrer. Er ist Professor für Öffentliches Recht mit Schwerpunkt Sicherheitsrecht an der Hochschule des Bundes für öffentliche Verwaltung am Fachbereich Nachrichtendienste in Berlin.

## Leben
Meiertöns studierte Rechtswissenschaften in Trier und Göttingen. An der University of Aberdeen erwarb er einen Master in Strategischen Studien. Er promovierte an der Ludwig-Maximilians-Universität München mit einer Arbeit über die Doktrinen US-amerikanischer Sicherheitspolitik. Die Arbeit wurde mit dem Helmuth-James-von-Moltke-Preis der deutschen Gesellschaft für Wehrrecht und Humanitäres Völkerrecht ausgezeichnet. Das Referendariat absolvierte er am Hanseatischen Oberlandesgericht in Hamburg. Danach war er als Assistent von Georg Nolte an der Humboldt-Universität Berlin tätig.
Von 2012 bis 2017 hatte er einen Lehrauftrag an der Hochschule für Politik München inne.
Seit 2019 lehrt er auch im gemeinsam von der Hochschule des Bundes und der Universität der Bundeswehr München getragenen Studiengang „Master in Intelligence and Security Studies“ (MISS). 2024 wurde er von der Enquete-Kommission Lehren aus Afghanistan des deutschen Bundestages als Sachverständiger im Cluster 4 (Steuerung/Koordinierung/Akteursumfeld/nationale Steuerung/Koordinierung) hinzugezogen.

## Publikationen (Auswahl)
- Die Doktrinen US-amerikanischer Sicherheitspolitik. Völkerrechtliche Bewertung und ihr Einfluss auf das Völkerrecht. Nomos, Baden-Baden 2006, ISBN 3-8329-1904-X (zugleich Dissertation).
- The Doctrines of US Security Policy: An Evaluation under International Law, Cambridge University Press, Cambridge 2010, ISBN 978-0-521-76648-7.
- An International Lawyer in Democracy and Dictatorship – Re-Introducing Herbert Kraus. In: European Journal of International Law. Band 25, Nr. 1, 2014, S. 255–286.
- Die nachrichtendienstliche Vermittlerrolle bei Entführungen – Grenzfälle der gesetzlichen Auftragszuweisung. Zeitschrift für das Gesamte Sicherheitsrecht. 6/2018, S. 219–224.
- Bibliographie zum Recht der Nachrichtendienste. Hochschule des Bundes für Öffentliche Verwaltung, Brühl 2020, ISBN 978-3-938407-97-4.
- Struktur und Prozesse der Inlandsaufklärung. In: Dietrich/Fahrner/Gazeas/von Heintschel-Heinegg (Hrsg.): Handbuch des Sicherheits- und Staatsschutzrechts. C.H. Beck Verlag, München 2022, ISBN 978-3-406-78593-1, § 18, S. 586–611.
- Landesverfassungsschutzgesetze. Zusammenfassende Übersicht und Rechtsvergleich. Nomos, Baden-Banden 2023, ISBN 978-3-7560-0636-6.
- Ein Nationaler Sicherheitsrat für Deutschland? Verfassungs- und sicherheitsrechtlicher Rahmen. In: Zeitschrift für das Gesamte Sicherheitsrecht. 2023, S. 19–24.